# Tommaso di Ocre
Tommaso di Ocre, o Ocra, Ocrea, o Tommaso de Aprutio (Ocre, ... – Napoli, 29 maggio 1300), è stato un cardinale italiano.

## Biografia
Appartenente alla famiglia nobile degli Ocre, nacque nell'omonima località nel XIII secolo ed entrò a far parte della Congregazione dei celestini, diventando abate di San Giovanni in Piano ad Apricena.
Fu creato cardinale presbitero nel concistoro del 18 settembre 1294, l'unico tenuto da papa Celestino V nel suo breve pontificato, con il titolo di Santa Cecilia; accettò il cardinalato, seppur non desiderandolo. Partecipò poi al conclave del 1294, che elesse papa Bonifacio VIII, e fu camerlengo di Santa Romana Chiesa e cardinale protopresbitero.
Nelle bolle pontificie promulgate tra il 21 giugno 1295 e il 27 giugno 1298 si ritrova la sua sottoscrizione. Nel 1296 celebrò i funerali dell'ex pontefice Celestino V nel castello Longhi a Fumone.
Il 23 maggio 1300 scrisse il suo testamento e morì a Napoli pochi giorni dopo, il 29 maggio. Fu sepolto a Ferentino nel monastero di Sant'Antonio Abate.